# فرودگاه بین‌المللی آلماتی
فرودگاه بین‌المللی آلماتی (یاتا: ALA، ایکائو: UAAA) بزرگ‌ترین فرودگاه بین‌المللی قزاقستان است و در کنار فرودگاه بین‌المللی نورسلطان نظربایف (NQZ) در شهر آستانه یکی از قطب‌های ایر آستانه است.
این فرودگاه پررفت‌وآمدترین فرودگاه در قزاقستان و آسیای مرکزی است که در سال ۲۰۲۳ به ۹ میلیون مسافر خدمت‌رسانی کرده‌است. در سال ۲۰۲۲، فرودگاه بین‌المللی آلماتی در مجموع ۷٫۲ میلیون مسافر داشت که ۶۳ درصد از آنها مسافران داخلی و ۳۷ درصد مسافران خارجی بودند. در همین سال، این فرودگاه ۸۸٫۴۰۰ تُن بار را جابجا کرد.

## شرکت‌های هواپیمایی و مقصدهای پروازی

### مسافری
| شرکت‌های هواپیمایی       | مقصدهای پروازی |
| ----------------------- | --- |
| آئروفلوت                | فرودگاه بین‌المللی شرمتیوو |
| ایر عربیا               | فرودگاه بین‌المللی شارجه |
| ایرآسیا ایکس            | فرودگاه بین‌المللی کوالا لامپور (آغاز از ۱۴ مارس ۲۰۲۴) |
| ایر آستانه              | فرودگاه آقتائو، فرودگاه آقتوبه، فرودگاه آنتالیا، فرودگاه بین‌المللی نورسلطان نظربایف، فرودگاه آتیرائو، فرودگاه بین‌المللی حیدر علی‌اف، فرودگاه بین‌المللی سووارنابومی، فرودگاه بین‌المللی پکن، فرودگاه بین‌المللی مناس، فرودگاه بین‌المللی ایندیرا گاندی، فرودگاه بین‌المللی دبی، فرودگاه بین‌المللی دوشنبه، فرودگاه استانبول، فرودگاه بین‌المللی ملک عبدالعزیز، فرودگاه قیزیل‌اوردا، فرودگاه هیترو لندن، فرودگاه بین‌المللی ابراهیم نصیر، فرودگاه اورال آک ژول، فرودگاه اوسکمن، فرودگاه بین‌المللی پوکت، فرودگاه بین‌المللی اینچئون، فرودگاه بین‌المللی چیمکند، فرودگاه بین‌المللی تاشکند، فرودگاه بین‌المللی تفلیس، فرودگاه بین‌المللی بن گوریون (معلق) فصلی: فرودگاه میلاس-بودروم، فرودگاه بین‌المللی هراکلین، فرودگاه پودگوریتسا چارتر فصلی: فرودگاه بین‌المللی باندرانیکی، فرودگاه بین‌المللی ماتالا، فرودگاه بین‌المللی شرم‌الشیخ |
| ایر سیشل                | فصلی: فرودگاه بین‌المللی سیشل |
| آنادولوجت               | فرودگاه بین‌المللی اسن‌بوغا |
| آسیانا ایرلاینز         | فرودگاه بین‌المللی اینچئون |
| آذربایجان ایرلاینز      | فرودگاه بین‌المللی حیدر علی‌اف |
| ازیموت (شرکت هواپیمایی) | فرودگاه بین‌المللی سوچی |
| بلاویا                  | فرودگاه بین‌المللی مینسک |
| هواپیمایی جنوبی چین     | Beijing–Daxing (آغاز از۲۳ ژانویه ۲۰۲۴)، فرودگاه بین‌المللی اورومچی دیووپو، فرودگاه بین‌المللی شی‌آن شیان‌یانگ |
| FlyArystan              | فرودگاه آقتائو، فرودگاه آقتوبه، فرودگاه بین‌المللی نورسلطان نظربایف، فرودگاه آتیرائو، فرودگاه بین‌المللی ایندیرا گاندی، فرودگاه بین‌المللی حمد، فرودگاه سری‌ارکا، فرودگاه قوستانای، فرودگاه بین‌المللی کوتائیسی، فرودگاه بین‌المللی چاتراپاتی شیواجی، فرودگاه تسنترالنی، فرودگاه اورال آک ژول، فرودگاه پاولودار، فرودگاه پتروپاول (قزاقستان), فرودگاه سمی، فرودگاه بین‌المللی چیمکند، فرودگاه تراز، فرودگاه بین‌المللی حضرت سلطان، فرودگاه بین‌المللی زوارتنوتس |
| فلای‌دبی                 | فرودگاه بین‌المللی دبی |
| فلای‌ناس                 | فرودگاه بین‌المللی ملک عبدالعزیز |
| هونو ایر                | Ulaanbaatar |
| ایندی‌گو                 | فرودگاه بین‌المللی ایندیرا گاندی |
| جزیره ایرویز            | فرودگاه بین‌المللی کویت |
| هواپیمایی کیش           | فرودگاه بین‌المللی امام خمینی |
| لونگ ایر                | فرودگاه بین‌المللی هانگجو ژیاشان |
| لوفت‌هانزا               | فرودگاه بین‌المللی فرانکفورت |
| نئوس (شرکت هواپیمایی)   | فرودگاه میلانو مالپنسا |
| نوردویند ایرلاینز       | فرودگاه خرابوروفو، فرودگاه بین‌المللی کورومچ |
| پگاسوس ایرلاینز         | فرودگاه بین‌المللی اسن‌بوغا، فرودگاه آنتالیا، فرودگاه بین‌المللی صبیحه گوکچن |
| هواپیمایی قطر           | فرودگاه بین‌المللی حمد |
| قزاق ایر                | فرودگاه بین‌المللی نورسلطان نظربایف، فرودگاه بین‌المللی مناس، فرودگاه کوکشتائو، فرودگاه بین‌المللی چیمکند، فرودگاه تراز |
| رد وینگز ایرلاینز       | فرودگاه اویتاش، فرودگاه رامنسکویه، فرودگاه کولتسوو |
| روسیه ایرلاینز          | فرودگاه بین‌المللی سوچی |
| سلام ایر                | فصلی: فرودگاه بین‌المللی مسقط |
| اسکات ایرلاینز          | فرودگاه آقتائو، فرودگاه آقتوبه، فرودگاه بین‌المللی نورسلطان نظربایف، فرودگاه آتیرائو، فرودگاه بالقاش، فرودگاه بین‌المللی هایکو میلان، فرودگاه بین‌المللی ملک عبدالعزیز، فرودگاه سری‌ارکا، فرودگاه قوستانای، فرودگاه قیزیل‌اوردا، فرودگاه بین‌المللی اقبال لاهوری، فرودگاه شاهزاده محمد بن عبدالعزیز، فرودگاه مینرالنیه وودی، فرودگاه بین‌المللی شرمتیوو، فرودگاه اورال آک ژول، فرودگاه اوسکمن، فرودگاه پتروپاول (قزاقستان), فرودگاه بین‌المللی راس الخیمه، فرودگاه بین‌المللی سانیا فونیکس، فرودگاه سمی، فرودگاه بین‌المللی چیمکند، فرودگاه تراز، فرودگاه ژزقازغان فصلی: فرودگاه آنتالیا، فرودگاه بین‌المللی فو کوئوک چارتر فصلی: فرودگاه دابولیم، فرودگاه بین‌المللی ماتالا |
| سامان ایر               | فرودگاه بین‌المللی دوشنبه |
| ساندی ایرلاینز          | چارتر فصلی: فرودگاه آنتالیا، فرودگاه بین‌المللی ابراهیم نصیر، فرودگاه بین‌المللی کام ران، فرودگاه بین‌المللی شرم‌الشیخ |
| ترکیش ایرلاینز          | فرودگاه استانبول |
| هواپیمایی ترکمنستان     | فرودگاه عشق‌آباد |
| یوتی‌ایر اوییشن          | فرودگاه بین‌المللی رسچینو |
| ازبکستان ایرویز         | فرودگاه بین‌المللی تاشکند |
| ویت‌جت ایر               | فرودگاه بین‌المللی کام ران |
| ویز ایر                 | فرودگاه بین‌المللی ابوظبی |

### باری
| شرکت‌های هواپیمایی      | مقصدهای پروازی |
| ---------------------- | --- |
| Aerotranscargo         | فرودگاه بین‌المللی هنگ کنگ، فرودگاه بین‌المللی کوالا لامپور |
| اطلس ایر               | فرودگاه شیپخول آمستردام، فرودگاه بین‌المللی چنگچینگ ییانگبی، فرودگاه لیژ، فرودگاه ساراگوسا، فرودگاه بین‌المللی ژنگژو سین‌ژنگ                                                                                    |
| کارگولوکس              | فرودگاه لوگزامبورگ - فیندل |
| کارگولوکس ایتالیا      | فرودگاه میلانو مالپنسا |
| هواپیمایی قطر          | فرودگاه بین‌المللی حمد، فرودگاه بین‌المللی هنگ کنگ |
| اس‌اف ایرلاینز          | Ezhou, فرودگاه سری‌ارکا، فرودگاه لانجو ژنگچوان، فرودگاه لیژ، فرودگاه بین‌المللی یانتای چائوشوی |
| Silk Way West Airlines | فرودگاه بین‌المللی حیدر علی‌اف |
| ترکیش ایرلاینز         | فرودگاه بین‌المللی نورسلطان نظربایف، فرودگاه بین‌المللی مناس، فرودگاه بین‌المللی بایون گوآنگ‌ژو، فرودگاه استانبول، فرودگاه بین‌المللی اینچئون، فرودگاه بین‌المللی شانگهای پودنگ، فرودگاه بین‌المللی تائویوان تایوان |
| یوپی‌اس ایرلاینز        | فرودگاه کلن بن، فرودگاه بین‌المللی اینچئون، فرودگاه بین‌المللی شانگهای پودنگ |
| YTO Cargo Airlines     | فرودگاه بین‌المللی شی‌آن شیان‌یانگ |